# Crinum lavrani
Crinum lavrani är en amaryllisväxtart som beskrevs av Lehmiller. Crinum lavrani ingår i släktet Crinum, och familjen amaryllisväxter. Inga underarter finns listade i Catalogue of Life.